# Bezejmenná rodina
Bezejmenná rodina (1889, Famille sans nom) je historicko-dobrodružný román francouzského spisovatele Julesa Verna z jeho cyklu Podivuhodné cesty (Les Voyages extraordinaires). Tento román je jedním ze tří Vernových děl, které se odehrávají v Kanadě (dalšími jsou Země kožešin a Zlatá sopka).

## Obsah románu
Na pozadí neúspěšného kanadského povstání za nezávislost v letech 1837–1838, podporované především francouzsky mluvícími Kanaďany v Québecu a v Ontariu líčí Verne příběh dvou synů zrádce, kteří se snaží svým hrdinstvím očistit rodinné jméno od potupy.
Tímto zrádcem byl advokát Morgaz, který roku 1825 za padesát tisíc dolarů a za slib beztrestnosti prozradil představitelům britské koloniální moci jména vedoucích představitelů připravovaného povstání. Tři z nich pak byli popraveni a další obdrželi dlouholeté tresty vězení. Nenávist francouzsky mluvících Kanaďanů k rodině Morgazů byla tak obrovská, že Morgaz, jeho žena a dva synové museli neustále prchat z místa na místo, až nakonec starý Morgaz spáchal sebevraždu. Zbytek rodiny Morgazů zavrhuje své jméno a stávají se Bezejmennými. Především oba synové zasvěcují celý svůj další život přípravě nového povstání a stávají se legendou. Zhruba po deseti letech povstání skutečně vypukne, ale přes počáteční úspěchy je díky vojenské přesile Britů opět poraženo. Následná britská pomsta na osadnících je krutá. V posledním střetnutí povstalců s koloniálním vojskem u Niagarských vodopádů pak končí i tragický osud rodiny Bezejmenných.
Přes rozsáhlé líčení politického pozadí děje, průběhu povstání i zeměpisu Kanady vytvořil Jules Verne vskutku strhující dílo, ve kterém proti sobě postavil touhu osadníků po svobodě na straně jedné a britské zločiny na straně druhé. Pro Verna neobvyklý je také dramatický milostný příběh s tragickým koncem.

## Ilustrace
Knihu Bezejmenná rodina ilustroval Georges Tiret-Bognet

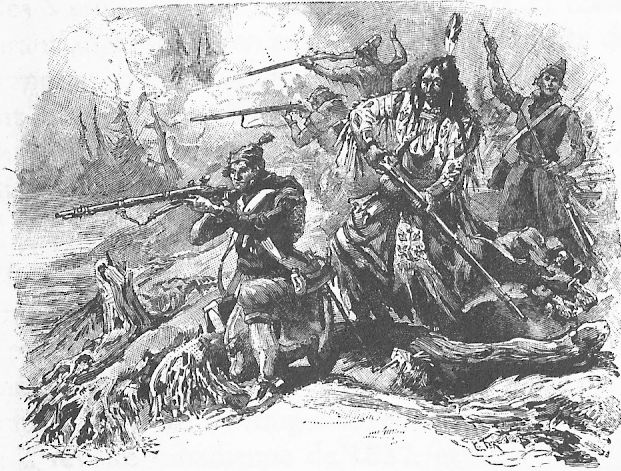
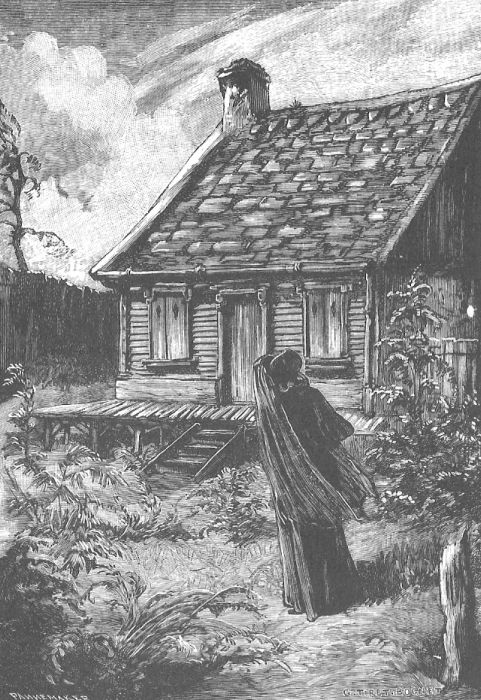
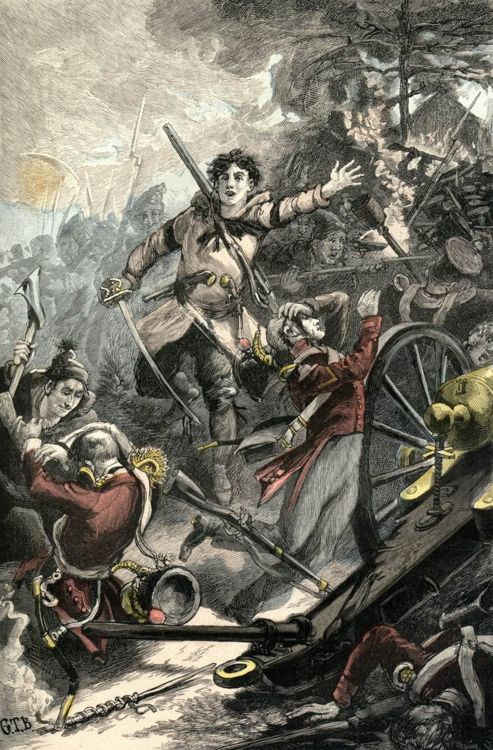
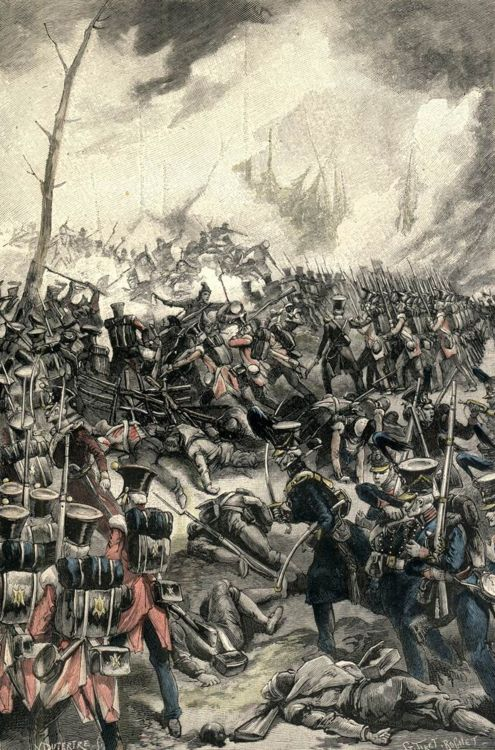
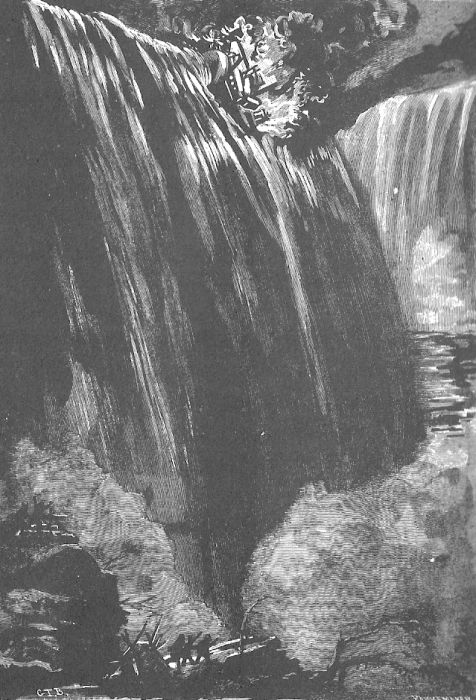

## Česká vydání
- Bezejmenná rodina, Eduard Beaufort, Praha 1912, přeložil Vítězslav Unzeitig, dva svazky,
- Bezejmenná rodina, J. R. Vilímek, Praha 1930, přeložil Vítězslav Unzeitig, znovu 1938.
- Bezejmenná rodina, SNDK, Praha 1960, přeložila Anna Kučerová,
- Bezejmenná rodina, Návrat, Brno 1994, přeložil Vítězslav Unzeitig, znovu 1999 a 2003.
- Bezejmenná rodina, Omega, Praha 2018, přeložil Vítězslav Unzeitig.